# Головатівка
Голова́тівка — колишнє село в Україні, підпорядковувалося Богодухівській сільській раді Чорнобаївського району Черкаської області.
Назва Головатівка, за переказами, походить від прізвища Головані, пращур яких прийшов до місцевого пана, і попросив назвати хутір Голованівкою. З часом буква «н» змінилася на «т», і вийшла Головатівка.
Була приписана до Свято-Духівської церкви у Богодухівці.
Є на мапі 1869 року.
21 вересня 2018 року Черкаська обласна рада об'єднала села Богодухівка і Головатівка в одне село Богодухівка.

## Населення
За переписом 2001 року в селі мешкали 294 особи.

### Мовний склад
Рідна мова населення за даними перепису 2001 року:
| Мова       | Чисельність, осіб | Доля     |
| ---------- | ----------------- | -------- |
| Українська | 292               | 99,32 %  |
| Інше       | 2                 | 0,68 %   |
| Разом      | 294               | 100,00 % |